# NGC 569
NGC 569 ist eine Spiralgalaxie vom Hubble-Typ Sbc im Sternbild Fische auf der Ekliptik. Sie ist schätzungsweise 263 Millionen Lichtjahre von der Milchstraße entfernt und hat einen Durchmesser von etwa 75.000 Lj.
Die Galaxie ist wahrscheinlich physikalisch an PGC 5555 gebunden.
Entdeckt wurde das Objekt am 1. Oktober 1864 vom deutschen Astronomen Albert Marth.